# Herbert Croly
Herbert David Croly (23 de enero de 1869 - 17 de mayo de 1930) fue un líder intelectual del movimiento progresista como editor, filósofo político y cofundador de la revista The New Republic a principios del siglo XX en Estados Unidos. Su filosofía política influyó en muchos de los principales progresistas, incluidos Theodore Roosevelt , Adolph Berle , así como en sus amigos cercanos, el juez Learned Hand y el juez de la Corte Suprema Felix Frankfurter.
Su libro de 1909 The Promise of American Life se centró en el liberalismo constitucional defendido por Alexander Hamilton, combinado con la democracia radical de Thomas Jefferson. El libro influyó en el pensamiento progresista contemporáneo, dando forma a las ideas de muchos intelectuales y líderes políticos, incluido el entonces expresidente Theodore Roosevelt. Llamándose a sí mismos "Los Nuevos Nacionalistas", Croly y Walter Weyl buscaron remediar las instituciones nacionales relativamente débiles con un gobierno federal fuerte. Promovió un ejército y una armada fuertes y atacó a los pacifistas que pensaban que la democracia en casa y la paz en el exterior se conseguían mejor si se mantenía débil a Estados Unidos.
Croly fue uno de los fundadores del liberalismo moderno en los Estados Unidos, especialmente a través de sus libros, ensayos y una revista muy influyente fundada en 1914, The New Republic. En su libro Progressive Democracy de 1914 , Croly rechazó la tesis de que la tradición liberal en los Estados Unidos era inhóspita para las alternativas anticapitalistas. Sacó del pasado estadounidense una historia de resistencia a las relaciones salariales capitalistas que era fundamentalmente liberal, y reivindicó una idea que los progresistas habían dejado decaer: que trabajar por un salario era una forma menor de libertad.